# Ballenstedt
Ballenstedt er en by i Landkreis Harz i den tyske delstat Sachsen-Anhalt. Ballenstedt nævnes første gang i et dokument fra 1073. Den var historisk en del af Anhalt og var en overgang residens for fyrsterne og siden hertugerne af Anhalt-Bernburg. Byen er domineret af det store barokslot.